# Ipiirvik

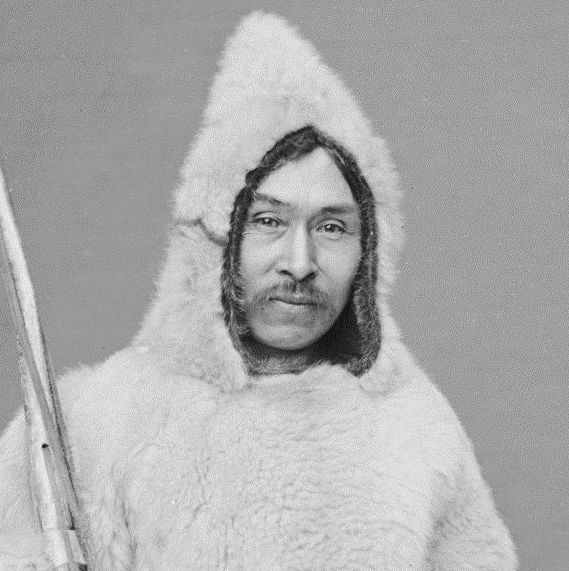
Ipiirvik (ca. 1873)

Ipiirvik (auch Ebierbing bzw. Eberbing, Joe Ebierbing oder Eskimo Joe; * ca. 1836 in Qimmiqsut, Nunavut; † nach 1880) war ein eskimoischer Jäger und Dolmetscher, der an fünf US-amerikanischen und einer britischen Arktisexpedition teilnahm. Er erlangte in der zweiten Hälfte des 19. Jahrhunderts einen großen Bekanntheitsgrad und gehörte mit seiner Frau Tookoolito zu den am weitesten gereisten Inuit seiner Zeit.

## Leben

### Herkunft und Reise nach England

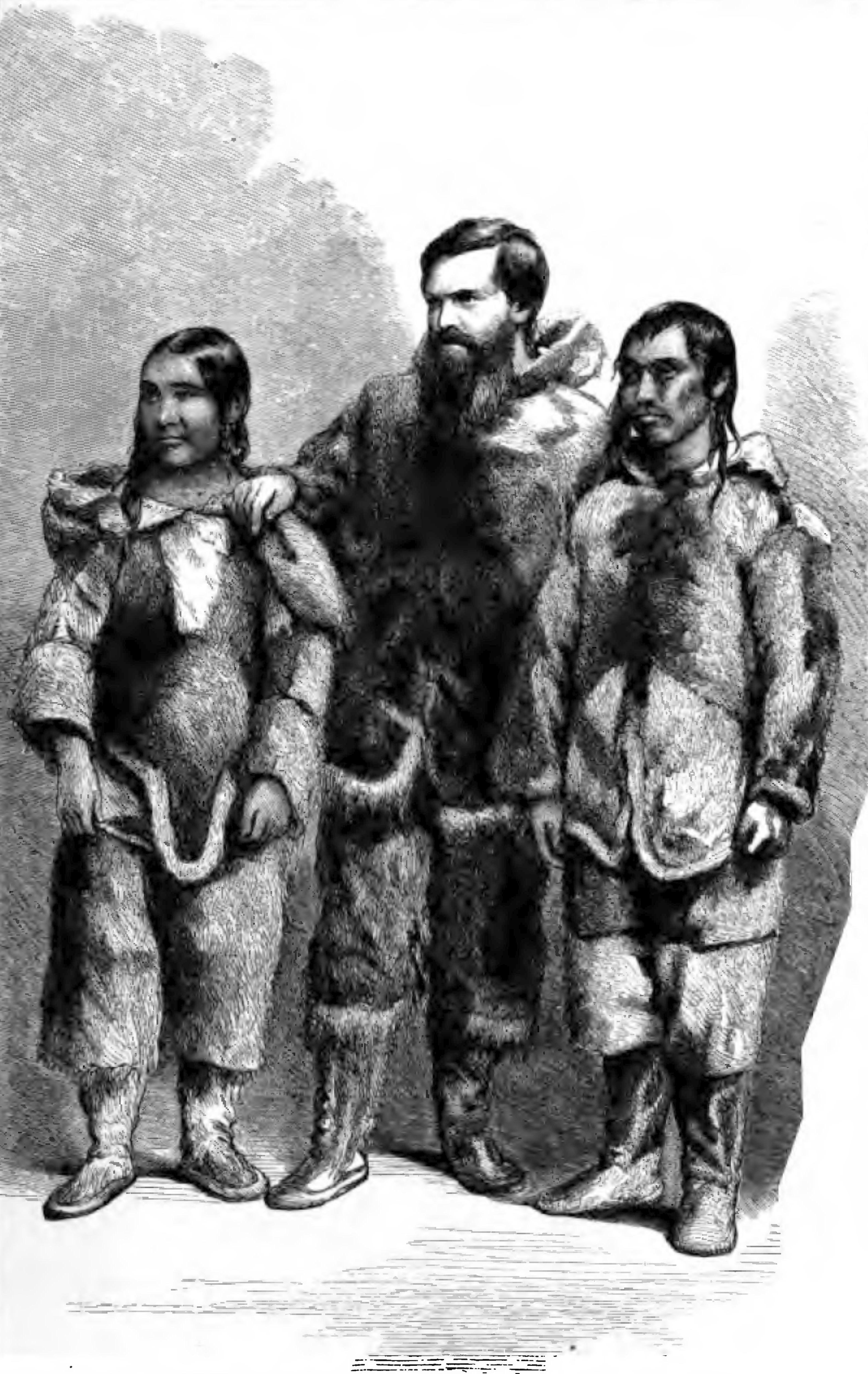
Tookoolito, Hall und Ipiirvik

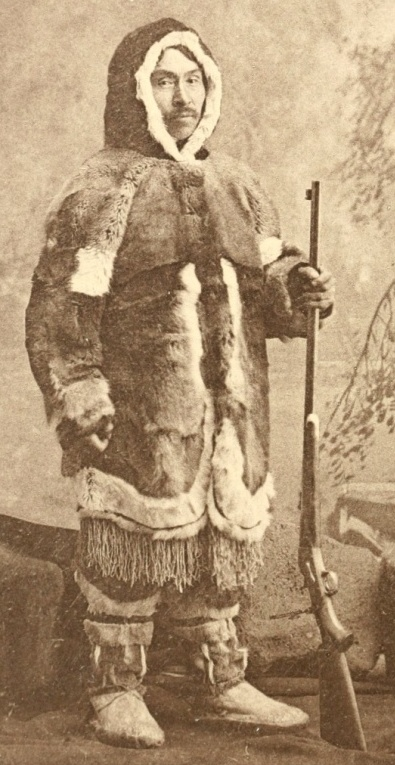
Ipiirvik in einer Ausstellung in den 1870ern

Ipiirvik wurde um 1836 auf Qimmiqsut (Nimigen Island) geboren, einer Insel im Cumberland Sound vor der Küste von Baffin Island. Unter den Walfängern, die den Cumberland Sound regelmäßig besuchten, war er als Joe bekannt. Als der englische Weinhändler und Schiffseigner John Bowlby, der den Bau einer Walfangstation plante, ihn 1853 kennenlernte, war er bereits mit der zwei Jahre jüngeren Tookoolito (Hannah) verheiratet. Bowlby war beeindruckt von den jungen Leuten und lud sie ein, ihn gemeinsam mit einem Kind namens Akulukjuk nach England zu begleiten. Dort brachte er sie in der Familie seines Schiffsarztes William Gedney in Hull unter. Das Rätsel um das Verschwinden der Franklin-Expedition hatte in der britischen Öffentlichkeit zu einem lebhaften Interesse für die Arktis gesorgt. Mindestens 20 britische Expeditionen waren aufgebrochen, um das Schicksal Franklins aufzuklären. Bowlby nutzte dieses Interesse, indem er die Inuit bei verschiedenen Gelegenheiten in Hull und London ausstellte. Es war Mitte des 19. Jahrhunderts durchaus üblich, Angehörige indigener Völker öffentlich zur Schau zu stellen. Der nur 1,55 m große Ipiirvik wird als „intelligenter, ruhiger Mann“ beschrieben und als „ein genauer Beobachter all dessen, was passiert“. Am 3. Februar 1854 wurden die drei Inuit in Windsor Castle von Königin Viktoria und Prinz Albert empfangen. Robert Bowser, der Schatzmeister der Hull Zoological Gardens, an den die Inuit gerade vermietet waren, erhielt für seine Vermittlung die nicht geringe Summe von 25 Pfund. Tookoolito und Ipiirvik blieb das Schicksal vieler freiwillig oder zwangsweise nach Europa gebrachter Inuit erspart, die oft innerhalb kurzer Zeit an Infektionskrankheiten starben. Nach zwei Jahren in England, in denen sie sich Kenntnisse der englischen Sprache angeeignet hatten, wurden sie – zum Christentum bekehrt – in ihre Heimat zurückgebracht. Hier nahm Ipiirvik sein Leben als Jäger wieder auf. Sporadisch arbeitete er für Walfänger.

### Expeditionen mit Charles Francis Hall
Ipiirviks Leben änderte sich grundlegend, als er Charles Francis Hall kennenlernte. Der Herausgeber einer kleinen Zeitung in Cincinnati kam 1860 mit Kapitän Sidney Budington (1823–1888) auf dessen Walfangschiff George Henry an den Cumberland Sound. Hall hatte Elisha Kent Kanes Buch über die Expedition mit der Advance gelesen, begeisterte sich für die Arktis und hoffte, Franklins Schicksal aufklären zu können. Hall engagierte Ipiirvik und Tookoolito als Führer und Übersetzer. Bis zu Halls Tod im Jahre 1871 blieben sie eng mit ihm verbunden. Die meisten seiner späteren Erfolge verdankte Hall ihrer Freundschaft. Er verließ sich in der Arktis auf die Techniken der Inuit ohne den Versuch, diese zu erlernen und zum Beispiel selbst ein Hundegespann zu lenken. Mit Hilfe der Inuit, deren Legenden historische Ereignisse erstaunlich genau beschrieben, gelang es ihm, den Ort wiederzufinden, an dem  Martin Frobisher im 16. Jahrhundert Gold gefunden zu haben glaubte. Begleitet von Ipiirvik, Tookoolito und ihrem Sohn Tarralikitaq kehrte Hall 1862 in die Vereinigten Staaten zurück. Wie schon in England wurden die Inuit öffentlich zur Schau gestellt. In Barnum’s American Museum waren sie täglich sieben Stunden lang zu sehen, von 7 bis 10 Uhr, von 14 bis 16 Uhr und noch einmal abends von 19 bis 22 Uhr. Der Eintritt kostete 25 Cent. Ihr Auftritt während seiner Vorträge half Hall, Geld für seine nächste Expedition zu verdienen. Die Strapazen und das ungewohnte Klima, besonders aber ihre unzureichende Immunität gegen zahlreiche außerhalb der Arktis grassierende Infektionskrankheiten, setzten den drei Inuit schwer zu. Budington, der ihre Ausbeutung durch Hall ablehnte, wollte sie aus Sorge um ihre Gesundheit auf seiner nächsten Fahrt zurück in den Norden bringen, was zum Streit mit Hall führte. Tarralikitaq starb am 28. Februar 1863 in New York und wurde in Groton, Connecticut, unweit des Grundstücks der Familie Budington beerdigt.
Ein Jahr später begleiteten Ipiirvik und Tookoolito Hall bei seiner erneuten Suche nach Spuren der Franklin-Expedition. Sie dauerte fünf Jahre und führte von der nordwestlichen Hudson Bay zur Insel King William Island. Hall fand einige Skelette und Gräber von Mitgliedern der Franklin-Expedition und konnte bei den dortigen Inuit einen Löffel mit Franklins Initialen eintauschen. Mit Ipiirviks und Tookoolitos Hilfe interviewte er die ansässigen Inuit und schrieb ihre Berichte nieder. Ipiirvik wurde erneut Vater, denn Tookoolito bekam ein weiteres Kind, einen Jungen, der aber bald starb. 1868 adoptierten sie in Iglulik die zweijährige Isigaittuq, die in Halls Schreibweise „Punna“ hieß (von „Panik“, dem Inuktitut-Wort für Tochter) und später in den USA auch unter dem Namen Sylvia Grinnell Ebierbing bekannt war. Nach ihrer Rückkehr in die Vereinigten Staaten ließen Ipiirvik und Tookoolito sich 1869 in der Nähe von Groton nieder, wo sie für 300 US-Dollar ein geräumiges zweistöckiges Haus kauften. Während Ipiirvik als Zimmermann arbeitete, nähte Tookoolito Kleidung und stellte Souvenirs her, die sie vor Ort verkaufte. Aber bereits 1871 nahmen sie an Halls nächster Expedition teil, die auf dem Schoner Polaris zum Nordpol führen sollte und einen tragischen Verlauf nahm. Bei der Rückkehr von einer strapaziösen Schlittentour brach Hall zusammen und nahm an, vergiftet worden zu sein. Niemand außer Tookoolito durfte sich ihm noch nähern. Nach einigen Tagen starb Hall. Während eines Sturms im Herbst 1872 wurde ein Teil der Mannschaft vom Schiff getrennt und trieb monatelang auf einer kleiner werdenden Eisscholle nach Süden. Nur der Erfahrung und dem Erfindungsgeist der Inuit – neben Ipiirvik, Tookoolito und ihrer Adoptivtochter war auch der Grönländer Hans Hendrik mit seiner Familie auf der Scholle –  war es zu verdanken, dass keiner der 19 Menschen ums Leben kam. Der Hunger war aber allgegenwärtig. Schließlich wurden sie vom Robbenfänger Tigress gerettet und in St. John’s auf Neufundland abgesetzt, wo die Inuit als Helden empfangen wurden. Wie die anderen Expeditionsteilnehmer wurde Ipiirvik nach Washington gebracht und zu den mysteriösen Umständen befragt, unter denen Hall gestorben war. 1873 nahm Ipiirvik an Bord der Tigress an der Rettungsexpedition für die übrigen Mitglieder der Polaris-Expedition teil.

### Späte Jahre
Zurück in Groton nahmen Ipiirvik und Tookoolito wieder ihre vorherigen Tätigkeiten auf. Panik besuchte die Schule, blieb aber von den Strapazen der Eisdrift gezeichnet. Anfang 1875 erkrankte sie an einer Lungenentzündung. Sie starb am 18. März 1875. Ipiirvik wurde von Allen Young (1827–1915) angeheuert und reiste wieder nach London, um auf der Pandora die Nordwestpassage zu durchfahren. Der Versuch scheiterte, und im Herbst 1875 war Ipiirvik wieder in Groton. Der US-amerikanische Journalist Januarius MacGahan, der ein Buch über die Reise schrieb, widmete Ipiirvik ein ganzes Kapitel. Er bezeichnet ihn darin als einen der „interessantesten und angenehmsten Charaktere, die er je getroffen habe“.

„Eine hervorragende Persönlichkeit unter der Bemannung – im Ganzen sind es 32 Seelen – ist ein civilisirter Eskimo, unter dem Namen Eskimo Joe den amerikanischen und englischen Nordpolfahrern wohlbekannt. Von ihm erzählt man sich allerlei merkwürdige Geschichten. Er soll einmal auf Treibeis eine unfreiwillige Reise von mehr als 1400 englischen Meilen gemacht haben. Bei der Expedition des ‚Polaris‘ fungirte er als Dolmetscher und zur Uebernahme der gleichen Pflichten haben die Ausrüster der ‚Pandora‘-Expedition sich ihn aus Amerika verschrieben.“

Am 31. Dezember 1876 starb Tookoolito im Alter von 38 Jahren und wurde in Groton auf dem Starr Cemetery begraben. Ipiirvik schloss sich 1878 der Expedition Frederick Schwatkas nach King William Island an. Schwatka bediente sich der Techniken der Inuit und legte enorme Strecken mit Hundeschlitten zurück. Zwar fand er nicht die erhofften Schriftstücke, aber zahlreiche Gegenstände der Franklin-Expedition sowie Gräber einiger Teilnehmer. Mit Ipiirviks Hilfe konnte er eine große Menge mündlicher Zeugnisse der einheimischen Inuit über die Franklin-Expedition sammeln. Ipiirvik fand unter den Inuit eine neue Frau, die in Schwatkas Schreibweise Nupshark, in der William H. Gilders Neepshark hieß, und kehrte nicht in die USA zurück.

## Ehrungen
Ipiirvik und Tookoolito wurden 1981 von der kanadischen Regierung für ihre Hilfe bei der Erforschung der Arktis zu „Personen von nationaler historischer Bedeutung“ erklärt. Vor dem Museum von Iqaluit erinnert ein Gedenkstein an sie. Zwei geographische Objekte sind nach Ipiirvik benannt – Ebierbing Bay, eine Bucht der Davisstraße an der Südostspitze Baffin Islands, und die zu Grönland gehörende Insel Joe Ø im Kennedy-Kanal.